# Coby Karl
Coby Joseph Karl (* 8. Juni 1983 in Great Falls, Montana) ist ein ehemaliger US-amerikanischer Basketballtrainer und ehemaliger -spieler. Nach dem Studium in seinem Heimatland war Karl Profi in der NBA und der NBA Development League (D-League). Da ihm dort der Durchbruch nicht gelang, spielte er anschließend in Europa. Nach Stationen in Spanien und Italien spielte er zwei Jahre für den deutschen Basketball-Bundesligisten MHP Riesen Ludwigsburg. Karls Vater George Karl ist selbst Basketballspieler in der NBA gewesen und ist ein bekannter Trainer in der NBA.

## Karriere

### Spieler
Coby Karl ging zum Studium an die Boise State University, wo er für die Hochschulmannschaft Broncos damals in der Western Athletic Conference (WAC) der NCAA spielte. Nach dem Halbfinaleinzug im WAC-Meisterschaftsturnier 2004 wurde man zum landesweiten National Invitation Tournament eingeladen, bei dem man jedoch in der zweiten Runde gegen die Golden Eagles der Marquette University ausschied. Es folgten zwei Jahre mit negativer Saisonbilanz und auch in Karls Abschlussjahr 2007 reichte eine knapp positive Saisonbilanz nicht zur Qualifikation für ein Postseason-Turnier. Mit 1.698 erzielten Punkten stand er bei seinem Abschied von der Hochschulmannschaft auf dem dritten Platz der ewigen Korbjägerliste und mit 266 erfolgreichen Würfen von hinter der Dreipunktelinie der erfolgreichste Distanzwerfer der Broncos; mit 408 Assists rangierte er in der Bestenliste der Broncos auf dem dritten Platz.
Nachdem Karl in der NBA-Draft 2007 von keinem Klub ausgewählt worden war, konnte er sich über die Trainingslager trotzdem einen Kaderplatz bei den Los Angeles Lakers erspielen. Bei dieser Mannschaft wurde er jedoch während der NBA 2007/08 immer mal wieder in das Farmteam D-Fenders abgegeben, um Spielpraxis zu sammeln. Am Saisonende stand er wieder im Kader der Lakers und wurde in einem Play-off-Spiel für zwei Minuten eingesetzt, als die Lakers den Titel in der Western Conference gewannen, die NBA-Finalserie gegen die Boston Celtics jedoch verloren. Nach gleichermaßen 17 Saisoneinsätzen mit den Lakers und den D-Fenders spielte Karl in der Saison 2008/09 für den D-League-Champion Idaho Stampede, die unter anderem Farmteam der Denver Nuggets waren, wo sein Vater George Karl Trainer war. Zu Einsätzen bei den Nuggets kam es jedoch nicht, stattdessen wechselte Coby Karl im Januar 2009 in die spanische Liga ACB zu DKV Joventut aus Badalona, wo er unter anderem mit Ricky Rubio und dem deutschen Nationalspieler Jan-Hendrik Jagla zusammenspielte. Während man in europäischen Vereinswettbewerben bereits ausgeschieden war, verpasste Joventut die Titelverteidigung im Pokalwettbewerb Copa del Rey und schied als fünftplatzierte Mannschaft der Hauptrunde in der ersten Runde der Meisterschafts-Play-offs gegen Real Madrid aus. Zur Saison 2009/10 kehrte Karl in sein Heimatland zurück und stand bis Anfang Januar 2010 bei den Cleveland Cavaliers unter Vertrag, für die er jedoch nur drei Kurzzeiteinsätze in Meisterschaftspartien absolvierte. Er kehrte zunächst in die D-League zu den Idaho Stampede zurück, bevor er am Ende des Monats einen auf zehn Tage begrenzten Vertrag bei den Golden State Warriors unterschrieb, für die er in vier Partien durchschnittlich 27 Minuten auf dem Parkett stand. Nachdem die Warriors den Vertrag nicht verlängerten, setzte er die Saison bei den Idaho Stampede fort, die jedoch den Einzug in die Play-offs der D-League verpassten. Anschließend stand er im Kader der von seinem Vater trainierten Denver Nuggets, bei denen er jedoch ohne Einsatz blieb und schließlich auch im Sommer 2010 aus seinem Vertrag entlassen wurde.
Für die Saison 2010/11 bekam Karl einen Vertrag beim spanischen Klub aus Granada. Für diese Mannschaft war er am 20. Spieltag der Liga ACB „Spieler der Woche“ als effektivster Spieler des Spieltags. Sein Landsmann und Mannschaftskamerad Rob Kurz, der diese Auszeichnung bereits zweimal erhalten hatte, wechselte jedoch bereits im Januar 2011 zu den Artland Dragons und Granada beendete die Saison nach nur sieben Saisonsiegen als Absteiger auf dem vorletzten Tabellenplatz. Nach dem Saisonende in Spanien schloss sich Karl für die Play-offs der italienischen Meisterschaft EA7 Emporio Armani aus Mailand an. Der Tabellendritte der Hauptrunde verlor die Halbfinalserie gegen Bennet Cantù. Für die folgende Saison blieb Karl in Italien und spielte in der höchsten Spielklasse Lega Basket Serie A für Fabi Shoes aus Montegranaro. Der Mannschaft reichte der drittletzte Tabellenplatz am Saisonende zum Klassenerhalt. Nachdem Karl in der Saisonvorbereitung der Spielzeit 2012/13 für einen Monat bei den Portland Trail Blazers aktiv sein durfte, rückte er zu Saisonbeginn wieder in die D-League zu den Idaho Stampede. Deren Saison verlief jedoch nicht sonderlich erfolgreich und Karl wurde auch nicht in den Kader eines NBA-Klubs berufen. Zu Beginn der Saison 2013/14 spielte er daher wieder in Italien bei Grissin Bon aus Reggio nell’Emilia, für die er auch in der EuroChallenge 2013/14 aktiv war. Während die Mannschaft diesen Wettbewerb später gewinnen konnte, kam es zwischen Karl und dem Verein bereits im Dezember 2013 zur Trennung. Anschließend schloss sich Karl dem deutschen Erstligisten MHP Riesen aus Ludwigsburg an, für die bereits mit Michael Stockton ein weiterer Sohn einer NBA-Persönlichkeit aktiv war. Mit dem Verein, der im Vorjahr den Klassenerhalt nur durch den Erwerb einer Wildcard erreicht hatte, schaffte man auf dem achten Platz der Basketball-Bundesliga 2013/14 den Sprung in die Play-offs um die Meisterschaft. Hier musste man sich dem Hauptrundenersten Bayern München in der ersten Runde trotz eines Heimsieges, den Karl mit einem Buzzer Beater sicherstellte, in vier gewerteten Spielen geschlagen geben.
Im Laufe der Spielzeit 2014/2015 wurde Karls Rolle im System der MHP Riesen Ludwigsburg zusehends kleiner. Daraufhin bat Karl im März 2015 um die Freigabe für einen Wechsel. Der Verein entsprach seinem Wunsch und Karl wechselte zurück in die amerikanische NBA Development League und schloss sich dort den Reno Bighorns an. Er beendete seine Spielerlaufbahn im Sommer 2015.

### Trainer
Wie sein Vater stieg Karl ins Trainergeschäft ein, seine erste Stelle war im Spieljahr 2015/16 die des Assistenztrainers bei den Westchester Knicks in NBA D-League. Im September 2016 wurde er in derselben Spielklasse von den Los Angeles D-Fenders (2017 in South Bay Lakers umbenannt) als Cheftrainer verpflichtet.